# Sameraria armena
Sameraria armena är en korsblommig växtart som först beskrevs av Carl von Linné, och fick sitt nu gällande namn av Nicaise Auguste Desvaux. Sameraria armena ingår i släktet Sameraria och familjen korsblommiga växter.

## Underarter
Arten delas in i följande underarter:
- S. a. armena
- S. a. flaccida